# Pimelodina flavipinnis
Pimelodina flavipinnis — єдиний вид роду Pimelodina родини Пласкоголові соми ряду сомоподібні. Наукова назва роду походить від грецьких слів pimelel, тобто «плаский», «широкий», та dinos — «жахливий».

## Опис
Загальна довжина досягає 34 см. Голова невеличка, морда витягнута, сплощена зверху. Очі невеличкі. Є 3 пари вусів, з яких 1 пара на верхній щелепі є найдовшою, 2 пари на нижній щелепі — короткі та сильно закручені. Тулуб великий, подовжений, сплощений з боків. Спинний плавець високий, з короткою основою, розгалуженими променями, з яких 2 є жорстких. Жировий плавець доволі високий, товстий і довгий. Грудні та черевні плавці невеличкі. Анальний плавець скошений. Хвостовий плавець розділений, лопаті широкі, на кінцях загострені.
Має дуже мінливе забарвлення: від бічної лінії до спини, включно з головою — чорне або сріблясте чи металеве (з контрастними численними плямочками), нижня частині і черево — білувате, грудні, черевні та анальний плавці червонуваті. Нижня частина спинного і хвостового плавці червонуватого забарвлення.

## Спосіб життя
Це демерсальна риба. Водиться в прісній воді. Зустрічається в мілководних лагунах. Мігрує вгору за течією в червні й липні. Живиться донними безхребетними, яких всмоктує ротом. Також вживає насіння.
Є об'єктом промислового рибальства.

## Розповсюдження
Мешкає в басейнах річок Амазонка і Оріноко.